# Journées mondiales de la jeunesse 2016
 (octobre 2016).
Si vous disposez d'ouvrages ou d'articles de référence ou si vous connaissez des sites web de qualité traitant du thème abordé ici, merci de compléter l'article en donnant les références utiles à sa vérifiabilité et en les liant à la section « Notes et références ».
 (octobre 2016).
- Si vous ne connaissez pas le sujet, laissez ce bandeau (vous pouvez alors contacter les auteurs).
- Si vous supprimez le contenu mis en cause (vous pouvez préalablement contacter les auteurs),

argumentez précisément cette suppression dans la page de discussion
(un manque de référence n'est pas un argument ; une recherche réelle de référence doit avoir été effectuée, être formellement documentée).
Les Journées mondiales de la jeunesse 2016 constituent la 31e édition des Journées mondiales de la jeunesse. Elles sont organisées par l’Église catholique polonaise et se déroulent du 26 au 31 juillet 2016 à Cracovie.
Cette édition des JMJ est placée sous le patronage de l'ancien pape Jean-Paul II qui fut l'archevêque de Cracovie avant de devenir pape le 16 octobre 1978. Le thème choisi pour cet événement est la Miséricorde : « Heureux les miséricordieux, car ils obtiendront miséricorde » (Mt 5,7). Le site officiel de cet événement a été mis en ligne le jour même de l'annonce de la ville hôte des 31e Journées mondiales de la jeunesse, le 28 juillet 2013. Deux millions de jeunes sont attendus à Cracovie pour les JMJ 2016, dont 35 000 français.
2016 est aussi une année importante pour la Pologne sur le plan religieux du fait qu'elle est le 1 050e anniversaire du baptême du pays, et que le 1 000e anniversaire n'avait pas pu être fêté librement sous le régime communiste.

## Annonce

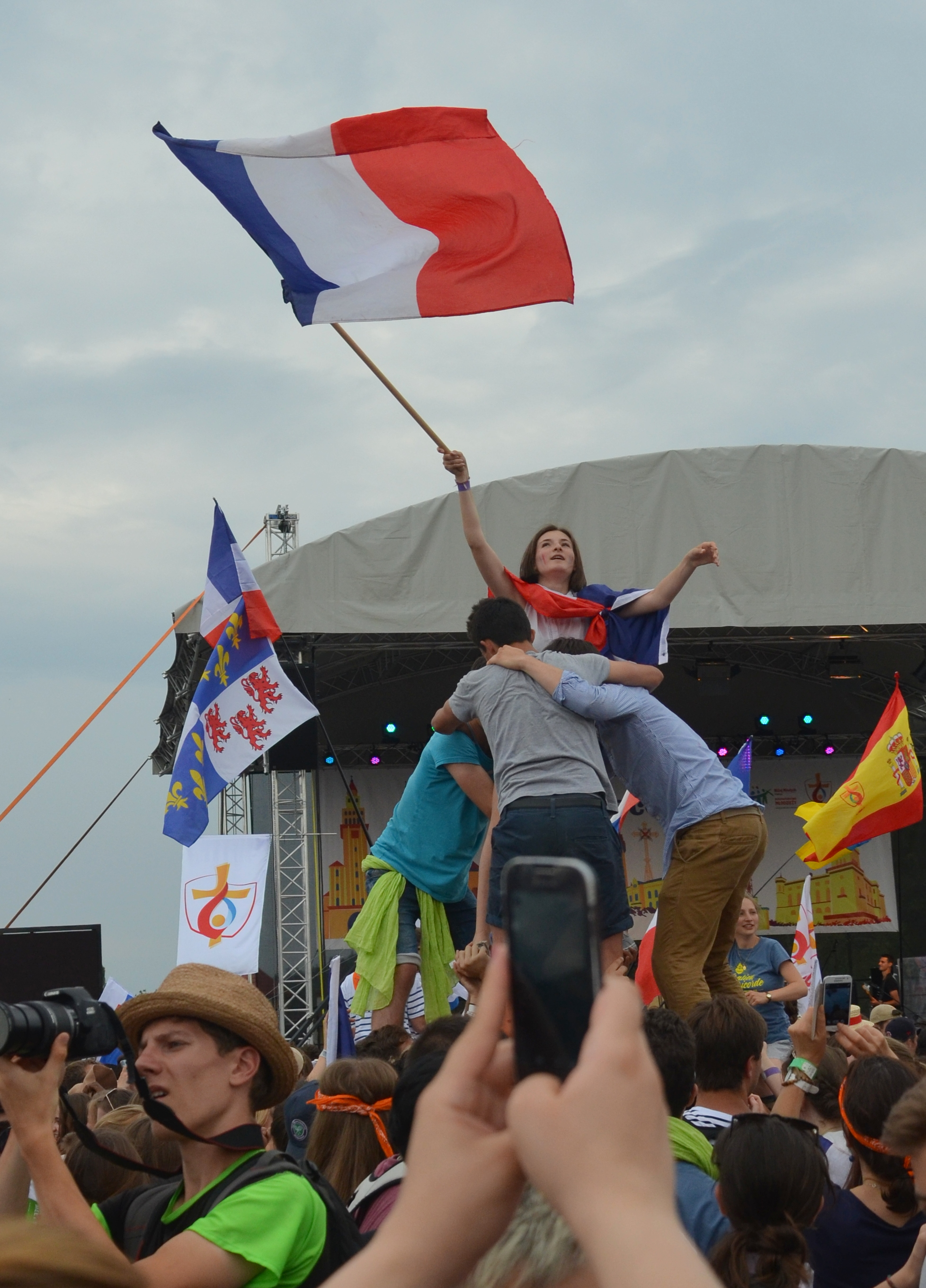
Pèlerins lors des JMJ 2016.

Traditionnellement, le pape clôt chaque JMJ en annonçant le lieu où se tiendront les suivantes. En 2013, à la fin de la messe de clôture des 28e Journées mondiales de la jeunesse, le pape François donne rendez-vous à Cracovie en 2016 aux 3,7 millions de jeunes présents sur la plage de Copacabana, (Rio de Janeiro) en disant : « Chers jeunes, pour les prochaines Journées mondiales de la jeunesse, nous nous donnons rendez-vous en 2016, à Cracovie, en Pologne ».
Les jeunes Polonais ont immédiatement exprimé leur joie et remercié le pape François. Ceux qui n'étaient pas partis aux 28e Journées mondiales de la jeunesse ont vécu cela en communion, sur place, dans plusieurs localités de Pologne comme Cracovie ou Katowice, et aussi en France.

La réaction du cardinal Stanisław Dziwisz, archevêque de Cracovie a été la suivante : 

« Nous avons attendu longtemps ce moment-là. Il y a un immense enthousiasme non seulement parmi la jeunesse polonaise, mais parmi tous les jeunes présents ici à Rio. Je suis sûr qu'en ce moment à Cracovie la joie est irrépressible, parce que tous ont ressenti le désir d'être touchés encore plus profondément par l'amour du Christ. C'est un don pour l’Église et une louange au Christ. Cette décision est une expression de gratitude envers Dieu pour la canonisation prochaine de Jean-Paul II. C'est un acte qui se place dans la continuité de la grande œuvre de Jean-Paul II : un patrimoine que nous devons continuer à poursuivre. »

## Thème de la miséricorde
La miséricorde est le thème choisi par le pape François pour l'édition 2016 des JMJ. Il inscrit ces journées mondiales de la jeunesse dans une Année Sainte extraordinaire, un Jubilé de la Miséricorde, qui s’est ouvert le 8 décembre 2015.
Le pape François donnait déjà une place importante à la miséricorde divine lorsqu'il était évêque puis cardinal, mais cette attention particulière est d'autant plus portée au public depuis son élection en 2013. Entre autres exemples, on retrouve notamment sa devise « Miserando atque eligendo » qui n'a pas de traduction littérale car elle est sortie du contexte d'une phrase, mais qui pourrait être traduite « Il prend pitié et le choisit ».
En choisissant le thème de la miséricorde, le pape fait suite aux thèmes des 29e et 30e Journées mondiales de la jeunesse (respectivement en 2014 et 2015). Les trois thèmes successifs avaient été choisis en 2013, à savoir « Heureux les pauvres en esprit, car le Royaume des Cieux est à eux » (Mt 5,3) pour 2014, « Heureux les cœurs purs, car ils verront Dieu » (Mt 5,8) pour 2015 et « Heureux les miséricordieux, car ils obtiendront miséricorde » (Mt 5,7) pour 2016.
L'hymne choisi par le Comité d'organisation local et le Conseil pontifical pour les laïcs a été composé par Jakub Blycharz, juriste de profession, et compositeur de chants liturgiques. Il s'intitule « Błogosławieni miłosierni », c'est-à-dire « Bienheureux les miséricordieux » et a été présenté officiellement et publiquement lors de la procession des Rois mages, le jour de l'Épiphanie le 6 janvier 2015 à Cracovie.

## Ville hôte
Le lien se fait également à plusieurs abords entre la divine miséricorde et la Pologne, et plus particulièrement Cracovie. C'est dans cette ville qu'est enterrée et vénérée sainte Faustine Kowalska, à qui Jésus-Christ est apparu à plusieurs reprises entre 1931 et 1938. À la suite des révélations qu'elle accueillit dans ces occasions, elle demanda l'institution d'une dévotion particulière, le chapelet de la Divine Miséricorde. La ville de Cracovie accueille ainsi le sanctuaire de la Miséricorde Divine où sainte Faustine fut religieuse et où elle est enterrée. Le 30 avril 2000, celle-ci a été canonisée par le pape Jean-Paul II, lui-même polonais, ancien archevêque de Cracovie et par ailleurs créateur des Journées mondiales de la jeunesse en 1983.

## Hymne
L'hymne choisi par le Comité d'organisation local et le Conseil pontifical pour les laïcs a été composé par Jakub Blycharz, juriste de profession, et compositeur de chants liturgiques. Il s'intitule Błogosławieni miłosierni, c'est-à-dire « bienheureux les miséricordieux » et a été présenté officiellement et publiquement lors de la procession des Rois mages, le jour de l'Épiphanie le 6 janvier 2015 à Cracovie.

## Déroulement

### Journées diocésaines
Les JMJ de 2016, comme toutes les autres depuis celles de Paris en 1997, ont été précédées des journées diocésaines, une semaine durant laquelle les pèlerins résident dans les différents diocèses du pays hôte (sauf le diocèse qui accueille les JMJ). Des jeunes ont donc été accueillis dans les 43 diocèses de Pologne, sauf celui de Cracovie. À chaque diocèse était à cette occasion associé un lieu ou un évènement de la Bible : la miséricorde pour Włocławek, le mont Carmel pour Katowice, Cana pour Częstochowa par exemple.
Pour beaucoup de pèlerins, ces journées ont été l'occasion de visiter des lieux importants de l'histoire polonaise tels que le monastère de Jasna Góra à Częstochowa et l'ancien camp d'extermination d'Auschwitz (les deux seront visités par le pape François respectivement les 28 et 29 juillet).
Dans la plupart des diocèses, ces journées ont été clôturées par un concert de louange regroupant tous les pèlerins du diocèse.

### Journées mondiales de la jeunesse
Les Journées mondiales de la jeunesse proprement dites se sont déroulées du 26 au 31 juillet à Cracovie et dans ses environs. C'est pendant ce temps qu prend place le festival de la Jeunesse, avec concerts et animations dans toute la ville.

#### 26 juillet - messe d'ouverture des JMJ
Les JMJ ont officiellement commencé lors de la messe d'ouverture, célébrée par le cardinal Stanislas Dziwisz dans le parc de Błonia. Cette messe constitue la première des célébrations principales des JMJ 2016, et le premier rassemblement de tous les pèlerins.
C'est aussi ce jour-là qu'a eu lieu, en France, l'assassinat du père Jacques Hamel, égorgé alors qu'il célébrait l'Eucharistie. Cet évènement sera évoqué plus tard par le pape, qui demandera de prier à cette intention.

#### 28 juillet - accueil du pape François par les pèlerins

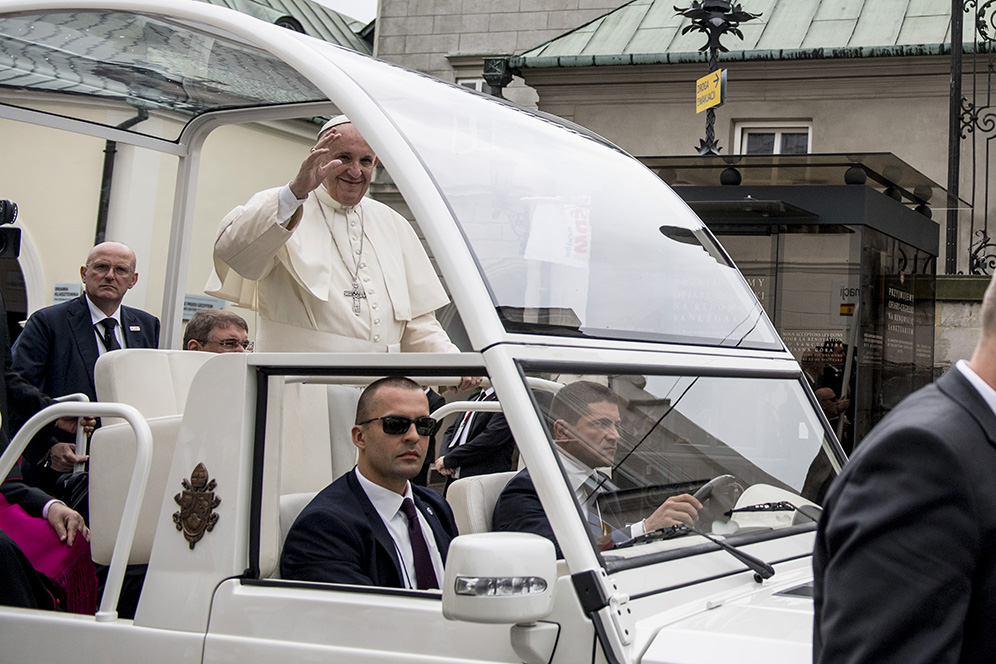
Le pape François, le 28 juillet.

Le 28 juillet vers 17 heures a lieu l'accueil du pape François à Błonia, où de nombreuses personnes commencent à se rendre dès midi. Le pontife y va en empruntant le tramway cracovien accompagné de personnes handicapées (une rame a été peinte aux couleurs du Vatican et à celles des JMJ à cette occasion) tout en saluant l'assemblée des pèlerins amassés le long de son parcours. Il passe ensuite au milieu de la foule présente à Błonia en papamobile, acclamé par des « Papa Francesco » et « Esta es la juventud del Papa! ». L'hymne des JMJ est chanté en différentes langues lorsqu'il arrive à l'autel, puis le cardinal Dziwisz prononce un discours, suivi de cinq jeunes venant des cinq continents.
Des polonais exécutent ensuite une danse traditionnelle polonaise devant l'autel, accompagnés de représentants des cinq continents. Tous les continents sont ensuite représentés par un chant, des représentants de tous ses pays portant chacun leur drapeau, et une bannière représentant un saint venant de ce continent (Joséphine Bakhita pour l'Afrique, Irma Dulce pour l'Amérique du Sud, Damien de Molokai pour l'Amérique du Nord, Mary MacKillop pour l'Océanie, Mère Teresa pour l'Asie et Saint Vincent de Paul pour l'Europe). D'autres saints sont ensuite présentés, puis un passage de l'évangile est lu (Luc: 10, 38-41), celui qui relate l'épisode de Marthe et Marie.
Puis, le Saint-Père commence son discours (en italien) avec les mots « Chers jeunes, bonjour ! Enfin nous nous rencontrons ! » Le discours dure environ une demi-heure. Le Pape François y évoque son prédécesseur Jean-Paul II, fondateur et saint patron des JMJ, qui avait de plus été évêque de Cracovie. Il dit aux jeunes qu'ils ont la capacité de changer les choses, et leur rappelle l'importance de la Miséricorde dans leur vie de chrétiens.
À plusieurs reprises dans ce discours, il pose directement des questions aux jeunes telles que « Peut-on changer les choses ? », « Êtes-vous capables de rêver ? »...
Il dit aussi souffrir de voir des jeunes « qui semblent être des retraités avant l'heure » et qui « ont jeté l'éponge avant même d'avoir commencé la partie » et invite les pèlerins à ne pas être ainsi, et à ne pas se faire voler ce qu'ils ont de meilleur par « des vendeurs de fausses illusions ». Il ajoute que pour avoir « une vie renouvelée », il y a une réponse qui ne s'achète pas, « qui ne se vend pas dans les magasins » mais qui est une personne : Jésus-Christ.
Après son discours, le Notre Père est chanté en latin, puis les pèlerins commencent à se disperser vers le reste de la ville.

#### 29 juillet - chemin de Croix avec le pape
Le 29 juillet, le pape et les pèlerins suivent un chemin de Croix à Błonia. À chacune des quatorze stations est évoquée une des souffrances des hommes dans le monde, et tous méditent dessus en priant. De plus, à chaque station la scène correspondante du chemin de Croix est jouée par des comédiens et une association qui accomplit une œuvre de Miséricorde est présentée. La Croix des JMJ est déplacée de station en station à travers Błonia.
À la fin, le pape François prononce un discours dans lequel il rappelle qu'il faut servir Jésus au travers de tous ceux qui sont dans le besoin. Il rappelle aux jeunes qu'ils sont appelés à être des « protagonistes dans le service » et une réponse concrète aux besoins et aux souffrances de l'humanité, que Dieu veut qu'ils soient « un signe de son amour miséricordieux » pour notre temps.
La cérémonie se termine par la bénédiction de la foule par le pape. Dans l'ensemble, cette célébration se déroule dans une ambiance bien plus recueillie que celle de la veille.
Ce jour-là, à la suite de l'assassinat du Père Jacques Hamel en France les évêques de France avaient invité tous les catholiques du pays à observer une journée de jeûne et de prière.

#### 30 juillet - veillée avec le pape

##### Pèlerinage de la Miséricorde
Le 30 juillet a lieu le pèlerinage de la Miséricorde : les jeunes du monde entier se rendent à une quinzaine de kilomètres de Cracovie, à Brzegi, une plaine voisine du village de Wieliczka, renommée « Campus Misericordiae » (champ de la Miséricorde) pour l'occasion. La plupart d'entre eux y vont à pieds. Des bouchons de piétons se forment non loin des entrées du Campu Misericordiae. Sur le chemin, de nombreux habitants arrosent les pèlerins qui passent devant chez eux au tuyau d'arrosage, les rafraîchissant après plusieurs heures de marche au soleil.
Plusieurs trajets avaient été prévus par les organisateurs pour aller de Cracovie à Wieliczka. Les participants devaient récupérer un sac contenant de la nourriture pour le week-end dans un des points de distribution installés aux environs du village.

##### Début de la veillée
Après son arrivée en papamobile, le pape François a passé la Porte Sainte de l'année jubilaire de la Miséricorde installée à cette occasion, accompagné d'un jeune de chaque continent. Cette porte était surmontée de l'inscription « Jésus, j'ai confiance en Toi » en polonais, français, allemand, portugais et russe. L'hymne des JMJ a été chanté tandis qu'ils se dirigeaient vers l'autel, suivi de l'hymne des JMJ 1991 de Czestochowa.
Après un discours de bienvenue de quelques minutes du cardinal Dziwisz a eu lieu un spectacle dansé et chanté présentant des épisodes marquants de la vie de Sainte Faustine Kowalska et de Saint Jean-Paul II, deux personnalités historiquement liées au thème de la Miséricorde et à la Pologne. Ce spectacle était exécuté par des artistes du théâtre de danse acrobatique Mira-art, accompagnés de membres du Théâtre de Musique de Gdynia (dont la comédienne jouant Sœur Faustine) et du Théâtre de Danse de la Baltique (de Gdansk).
Le spectacle a été ponctué de témoignages de plusieurs personnes. D'abord celui de Natalia Wrzesien, polonaise de Lodz qui s'est convertie quelques années plus tôt en allant se confesser, puis celui de la Syrienne Rand évoquant la vie dans son pays, alors que les chrétiens y sont persécutés par les islamistes, et à la fin du spectacle celui d'un Paraguayen, Miguel, qui a raconté comment il était tombé dans la drogue puis la criminalité et comment il s'en était sorti grâce à l'organisation catholique Fazenda de la Esperanza.

##### Discours du pape
Le pape a commencé son discours en disant qu'après ces témoignages, les guerres et les souffrances que vivent tant de jeunes dans le monde n'étaient plus une chose anonyme, une nouvelle de la presse ou de la télévision, et qu'elles devenaient ainsi un appel à s'impliquer dans ces problèmes. Il a ensuite demandé aux pèlerins de prier pour tous les pays en guerre et a ajouté « la réponse à ce monde en guerre a un nom : elle s'appelle Fraternité. » Les milliers de personnes présentes ont alors fait silence pendant deux minutes pour prier en se tenant par la main.
Il a ensuite repris son discours, disant aux jeunes de ne pas se laisser paralyser par la peur. « Il existe une autre paralysie que celle causée par la peur », a-t-il ajouté : « celle qui arrive lorsqu'on confond le bonheur avec un canapé. Un canapé moderne et confortable », dit-il, « qui nous met a l'abri de toute forme de douleur, qui nous fasse rester à la maison sans se fatiguer ni s'inquiéter, et qui est le danger qui peut le plus ruiner la jeunesse. » « Les jeunes qui confondent le bonheur avec un canapé », continue-t-il, « deviennent endormis et abrutis tandis que d'autres, plus éveillés (mais pas les meilleurs), décident de l'avenir pour nous. » Il demande alors aux jeunes « Voulez-vous être des jeunes endormis et abrutis ? » [réponse : « Nooon ! »] « Voulez-vous que d'autres décident du futur pour vous ? » [« Nooon ! »] « Vous voulez être libres ? » [« Oui ! »] « Vous voulez être éveillés ? » [« Oui ! »] « Vous voulez lutter pour votre futur ? » [« Oui ! »] « Vous n'êtes pas très convaincus... Vous voulez lutter pour votre futur ? » [« OUI ! »].
Il continue en disant que « nous ne sommes pas venus au monde pour végéter [...] mais pour laisser une empreinte ! », et que lorsqu'on confond le bonheur avec la consommation, le prix est très élevé: on perd notre liberté, et nous ne sommes plus libres pour laisser une empreinte. « Il y a tellement de gens qui ne veulent pas que vous soyez libres [...] qui ne vous veulent pas du bien, qui veulent que vous soyez endormis et abrutis, mais jamais libres ».
« Jésus est le Seigneur du risque, du toujours-plus-loin, pas le Seigneur du confort, de la sécurité, de la commodité. » Il faut donc être prêts à « échanger le canapé contre une paire de chaussures qui aident à  marcher sur des routes jamais rêvées », des routes capables de propager la joie qui naît de l'amour de Dieu. Il faut être prêts à suivre « la folie de notre Seigneur qui nous apprend à le rencontrer dans l'affamé, dans l’assoiffé, le nu, le malade, l'ami qui a mal fini, le prisonnier, le migrant, le voisin qui est seul. » Il dit que Dieu invite les chrétiens à être des acteurs politiques, des animateurs sociaux, stimulés par la pensée d'une économie plus solidaire que celle-ci, à donner leur vie pour Dieu et pour les autres.
Il ajoute plus loin « Dieu attend quelque chose de toi [...] si tu n'y mets pas le meilleur de toi, le monde ne sera pas différent [...] Le temps où nous vivons n'a pas besoin de jeunes-canapés, mais de jeunes avec des chaussures, et mieux encore des chaussures à crampons. Ce temps n'accepte que des joueurs titulaires, il n'y a pas de place pour la réserve » et « lorsqu'il t'appelle, il [Jésus] ne regarde pas ce que tu es ou ce que tu étais, [...] mais ce que nous pourrons faire, tout l'amour que nous sommes capables de donner [...] Jésus te projette à l'horizon, jamais au musée. »
Il dit ensuite que la vie d'aujourd'hui nous affirme qu'il est très facile de fixer son attention sur ce qui nous divise et que les adultes doivent prendre exemple sur les jeunes présents de tous les pays, qui vivent ensemble dans la diversité, le dialogue, le partage, la multiculturalité; il demande alors à toutes les personnes présentes de construire un premier pont en se tenant par la main. Il commente alors : « C'est un grand pont fraternel, et les grands de ce monde peuvent apprendre à le faire. Mais pas seulement pour la photographie, où ils se donnent la main puis pensent à autre chose, mais pour continuer à construire des ponts toujours plus grands. »
Il termine son discours par « Que le Seigneur bénisse vos rêves. »

##### Prière et adoration
Un temps d'adoration eucharistique d'une demi-heure a eu lieu après cela, pendant lequel a été chanté le chapelet de la Divine Miséricorde dans plusieurs langues. Pendant ce temps des bougies ont été distribuées aux participants, ce qui a eu pour effet d'illuminer tout le Campus Misericordiae. La chorale présente a ensuite entonné le Tantum ergo sacramentum, puis le Saint-Père a béni l'assemblée, mettant fin à l'adoration.
Après quelques chants (notamment un dédié à Notre-Dame de Czestochowa), le recueillement a laissé place vers 21 heures au concert Credo in Misericordiam Dei, et le pape a quitté les lieux.

##### Concert
Le concert (dirigé par Adam Sztaba) a duré deux heures et a été animé par des artistes polonais et du monde entier, dont Krzysztof Iwaneczko, gagnant de l'émission The Voice of Poland 2015, et Sœur Cristina, gagnante de The Voice of Italy 2014. Ils ont été accompagnés par l'orchestre des JMJ.
Les artistes ayant participé au concert sont les suivants, avec les titres des chansons qu'ils ont interprétées :
- Krzysztof Iwaneczko : This I Believe
- Sœur Cristina Scuccia : Blessed Be Your Name
- Anna Gadt : Indescribable
- Olga Szomańska : Our God
- Hajlandery : O Maryjo, nasa Pani
- Adam Strug : Klęcząc w Ogrójcu
- Dagmara et Martyna Melosik : In Christ Alone
- Katarzyna Cerekwicka et Krzysztof Antkowiak : Forever
- Beata Bednarz : Hosanna
- Mietek Szcześniak : Holy
- Joshua Aaron, Andrzej Lampert, et Wayne Ellington : How Great Is Our God
- Kuba Zaborski : Oceans
- Sean Simmonds : Believer
- Gabi Gąsior et taniec Iga Eckert : Słudzy Pańscy, chwalcie Pana
- TGD, Kuba Badach : Błogosław duszo moja Pana
- Adam Krylik : Mighty to Save
- Wayne Ellington et Sean Simmonds : Goin' Up Yonder
- Libera : Total Praise
- Kasia Wilk : My Soul Says Yes
- Wszyscy Razem : This I Believe

L'activité a décru progressivement sur le Campus Misericordiae au fur et à mesure que les pèlerins se couchaient sur place dans des sacs de couchage. Le lieu est cependant resté assez animé pendant toute la nuit, avec par exemple des pèlerins qui se réunissaient autour d'une guitare pour chanter.

#### 31 juillet - messe de fin des JMJ
Les pèlerins ont été réveillés vers 7 heures par des chants. Le pape est revenu au Campus Misericordiae le lendemain vers 9 heures et a traversé foule en papamobile, tandis que la chorale des JMJ chantait. Des écharpes blanches marquées de l'inscription « ICHTUS » en caractères grecs et d'un poisson, sur lesquelles les pèlerins étaient invités à inscrire leur date de baptême, ont été distribuées pendant la matinée. Après un court discours du cardinal Dziwisz, la messe a commencé vers 10 heures.
On estime que plus de 2,5 millions de jeunes venant de 182 pays étaient présents lors de cette messe. Au cours de la célébration le lieu des JMJ de 2019 a été annoncé comme étant Panama au Panama.

##### Rencontre avec les volontaires
À la fin de la journée du 31 a eu lieu une rencontre entre le pape et les 40 000 volontaires du comité d'organisation, à la Tauron Arena de Cracovie.

### Journée post-JMJ
Pour certains pèlerins, les JMJ ont été prolongés d'une journée supplémentaire, durant laquelle ils ont pu visiter des sanctuaires ou des hauts lieux de l'histoire polonaise.

## Festival de la Jeunesse
De nombreuses initiatives ont peuplé ce festival de la Jeunesse, comme par exemple le festival de musique Halleluya de la communauté Shalom (plus grand Festival d’arts intégrés du Brésil) qui s'est tenu place Szczepanski, ou encore le village Krakow'beach mis en place par la France.

### Forum des Vocations
Du 26 au 29 juillet s'est tenu, dans le cadre du festival de la Jeunesse, un Forum des Vocations (innovation des JMJ 2016). Celui-ci se tenait au stade Cracovia, dont le chemin était fléché par de panneaux « Quo vadis? » (où vas-tu ?). Le forum a pour but de faire découvrir aux jeunes la vie consacrée au travers de différentes communautés religieuses.

« Le Forum des Vocations est le lieu où les congrégations religieuses, écoles et formations supérieures catholiques, maisons d’éditions religieuses, œuvres missionnaires, mouvements et communautés polonaises et internationales, pourront présenter leurs œuvres et actions.
Le but de ce forum est de montrer aux jeunes pèlerins les diverses façons de suivre sa vocation dans l’Eglise, ainsi que d’encourager à se questionner sur ce que Dieu attend de chacun d’entre nous. Le Forum des Vocations donne enfin la possibilité de découvrir la richesse spirituelle de l’Eglise. »

— Le Forum des Vocations (mardi, mercredi, jeudi, vendredi), Site officiel
Le site du Forum des Vocations a été divisé en plusieurs espaces, où étaient présentes 160 communautés religieuses (dont 61 polonaises, 46 « internationales », 10 de France et 6 des États-Unis, plus d'autres de la Barbade, du Salvador, d’Indonésie, de Corée du Sud, de Norvège, des Philippines, du Rwanda, d’Afrique du Sud du Liban ou du Togo, etc.). Quatre « Académies » sur Dieu, la famille, le travail et la miséricorde composaient le Forum des Vocations pour aiguiller les participants sur les différentes façons de mettre en œuvre leur vocation dans l’Église. Les stands, tenus en général par des personnes rentrées sous les ordres, distribuaient pour certains des gadgets tels que lunettes colorées, éventails, sacs, stylos avec médaille ou chapelets, afin que les jeunes s'arrêtent et se renseignent sur la communauté. Il s'y trouvait aussi bien des congrégations connues comme les Sœurs de la Divine Miséricorde que des communautés créées tout récemment, comme par exemple celle du Saint-Esprit.

### France aux JMJ

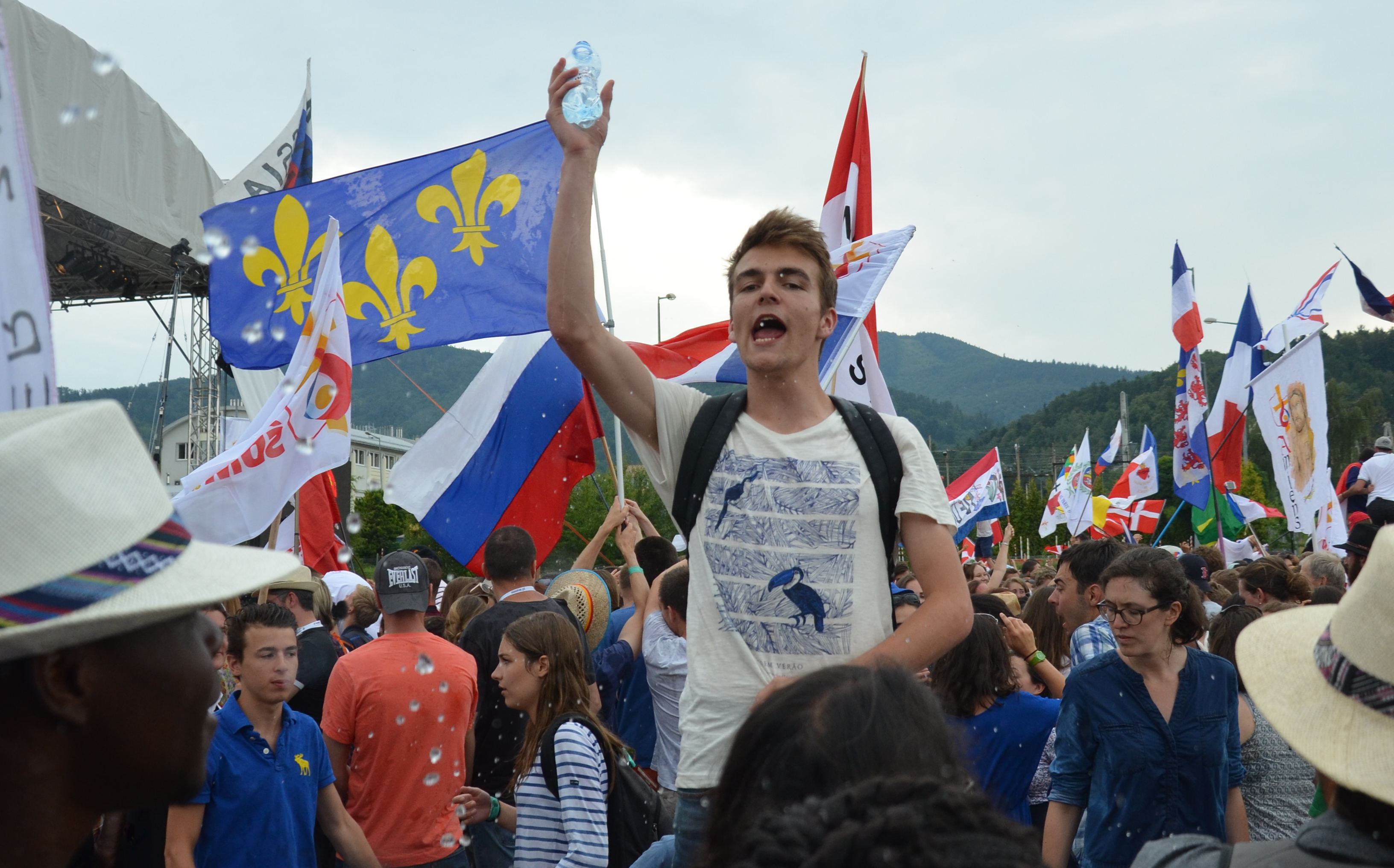
Des pèlerins français aux JMJ de Cracovie.

On estime à environ 35 000 le nombre de jeunes français ayant participé aux JMJ, ce qui en a fait la deuxième délégation étrangère (derrière les Italiens, 100 000 participants).

#### la tenue officielle
Les organisateurs des JMJ pour la France ont fourni aux pèlerins des diocèses français des marinières personnalisées pour les JMJ (de même que les pèlerins italiens portaient tous une casquette bleue portant le logo des JMJ). Cette marinière comportait notamment l'inscription « La France aux JMJ » dans le dos. Cette tenue a donc été adoptée par la quasi-totalité des groupes français de pèlerins. Cela rendait les pèlerins français faciles à reconnaître dans la foule.

#### Krakow'beach
Durant le Festival de la Jeunesse, les diocèses d'Ile de France et le mouvement Anuncio avaient préparé et mis en place le village Krakow'beach. Celui-ci regroupait une tente blanche dédiée à l'adoration, une autre pour des catéchèses et des enseignements, des stands de vente de repas, et surtout une grande scène de concert installée sur une péniche flottant sur la Vistule. La scène a accueilli des personnes venues faire des discours (dont les évêques d'Ile de France ou l'abbé Grosjean par exemple), et le soir principalement des concerts de groupes de musique.
Les musiciens s'étant produits sur la scène de Krakow'beach sont les suivants :
mardi 26 juillet :
- Ladji Dialo ;
- Les Guetteurs (groupe de reggae chrétien français)[27].

mercredi 27 juillet :
- Paddy Kelly ;
- Rona Hartner ;
- Le groupe Glorious.

jeudi 28 juillet :
- Le groupe Hopen.

vendredi 29 juillet :
- Victoria Picone (chanteuse franco-canadienne) ;
- Grégory Turpin ;
- UNI'T (groupe français de pop-louange)[28].

#### Autres initiatives françaises lors du Festival de la jeunesse
Sur les 360 propositions d'évènements du Festival de la jeunesse, 45 étaient issues d'organisations françaises.
Entre autres, la CEF a mené des conférences portant sur un thème différent chaque jour (l'Europe, migrants et chrétiens d'Orient, et l'écologie) et organisé des projections de films en rapport avec ces thèmes. Des comédies musicales (Dérangile : Évangile de Saint Jean, Eternel...) et des pièces de théâtre ont été jouées, dont plusieurs écrites pour l'occasion. Des concerts ont aussi été organisés (le rappeur El Nino à Błonia le 28, concert classique Resurrexit des œuvres de Robert Schumann...). De plus des groupes français dépendant de communautés internationales (notamment la communauté de l'Emmanuel) avaient organisé des évènements supplémentaires.

## Organisation
L'organisation des JMJ a été prise en charge par un comité d'organisation installé à Cracovie. Environ 41 000 volontaires (polonais pour la plupart) étaient présents sur place pour renseigner les pèlerins et assurer le bon fonctionnement de l'évènement. Certains de ces volontaires étaient disponibles pour les pèlerins à des « points info » disséminés dans toute la ville, et une application mobile a été développée pour fournir des informations aux pèlerins.

### Aménagements
De nombreux aménagements ont été faits pour permettre à la ville d'accueillir l'évènement, en particulier pour les espaces de Błonia et du Campus Misericordiae qui devaient accueillir des foules particulièrement importantes. Deux autels monumentaux ont été construits sur ces deux lieux (145m x 36m et 175m x 57m), avec chacun une croix d'une trentaine de mètres de hauteur.

« Nous construisons une ville, une ville de deux millions d'habitants le temps de deux trois jours, une agglomération, qu'on ne rencontre nulle part encore dans notre pays »

— Artur Kozioł, bourgmestre de Wieliczka
Un Pavillon de la Pologne a pris place sur la Place de la Grande Armée, avec pour but de présenter l'histoire du pays, ses attractions touristiques et surtout ses performances dans les domaines des sciences, de la culture et de l'économie.
Des infrastructures de communication supplémentaires ont été ajoutées.

### Sécurité
Les autorités polonaises et le comité d'organisation des JMJ ont été particulièrement vigilantes quant à la sécurité, dans le cadre de la vague d'attentats terroristes ayant ensanglanté l'Europe les mois précédents (l'assassinat du Père Jacques Hamel a eu lieu en France le jour même de l'ouverture des JMJ). Les contrôles aux frontières du pays ont donc été renforcés, notamment sur la frontière avec l'Ukraine. De plus, entre 20 000 et 40 000 policiers étaient présents à Cracovie pour assurer la sécurité de l'évènement, et de nombreux gardes du corps étaient chargés de la sécurité du pape. Aucun incident majeur n'est survenu pendant la durée des JMJ.
Pour la sécurité civile, des mesures importantes ont aussi été prises : « Durant les JMJ, à Cracovie et dans sa périphérie, différents services médicaux seront opérationnels, tels que des services d'urgence (au nombre de 14), des services d'admission (10), 32 véhicules de secours et d'assistance aux victimes supplémentaires, des maisons médicales (40 à Cracovie, 16 en région), des centres de secours de nuit (9 à Cracovie, 16 en région), et des lits supplémentaires seront disponibles dans les hôpitaux. Pendant la rencontre des jeunes avec le pape François, le nombre de groupements d'intervention et de secours par hélicoptère sera également augmenté de quatre équipes. Parallèlement, 1 619 patrouilles à pied et 134 groupes d'intervention assureront la sécurité des participants. »
Quelques malaises ont eu lieu pendant les célébrations, souvent dus à des expositions prolongées au soleil.

### Couverture médiatique
Environ 6 000 journalistes étaient présents pour couvrir l'évènement. L'organisation des JMJ avait des médias partenaires, dont TVP et Polskie Radio (médias nationaux), et des médias catholiques locaux (Gość et Niedziela) pour les principaux, ainsi que de nombreux autres.

### Logement
Près de 500 paroisses de Cracovie et de ses environs ont ouvert leurs portes aux pèlerins en mettant en place un comité d'organisation paroissial. Ce comité s'occupait de l'accueil et de la répartition des pèlerins dans les logements disponibles. Ceux-ci pouvaient être de deux sortes, familial ou collectif.
Les lieux d'hébergement collectifs étaient généralement des gymnases ou des écoles (locaux inutilisés à cette période de l'été). La plupart étaient fermés dans la journée et n'accueillaient les pèlerins que le soir pour y dormir.
D'autres pèlerins étaient logés par des familles polonaises, qui prenaient en charge leur petit-déjeuner.
Parmi les jeunes qui ne pouvaient être hébergés à Cracovie même, la plupart étaient tout de même logés dans la région attenante, mais certains ont dû être placés jusque dans les diocèses Katowice, Kielce et Tarnów. Le temps de trajet pour se rendre au centre de Cracovie ne devait cependant pas dépasser une heure en théorie.

### Transports
L'arrivée d'un tel nombre de personnes à Cracovie a nécessité la mise en place de moyens de transports. De nouvelles lignes de tramway ont été établies le temps des JMJ pour permettre aux pèlerins de se déplacer plus facilement vers les lieux qui recevraient le plus d'affluence (sanctuaire Saint Jean-Paul II et sanctuaire de la Divine Miséricorde, Blonia, le Campus Misericordiae, l'aéroport...), et les horaires de service des transports en commun ont été rallongés. Les transports en commun étaient gratuits pour tous les participants. Le centre-ville était réservé aux piétons et aux transports en commun pour toute la durée des JMJ.
Les itinéraires menant aux lieux où se déroulaient des évènements importants (Blonia, Campus Misericordiae, Łagiewniki) faisaient l'objet d'une signalisation particulière mise en place pour l'occasion.

### Nourriture
À leur arrivée à Cracovie, les pèlerins recevaient des tickets échangeables contre des repas, équivalents à une somme en zlotys. Ces tickets étaient au nombre de trois par jour et par personne, sauf lors du week-end final, pour lequel il y avait un unique ticket permettant de retirer un « food pack » contenant trois repas en plusieurs points du trajet de Cracovie vers le Campus Misericordiae. À l'exception de ceux du week-end final, les tickets ne pouvaient être utilisés qu'à la date indiquée dessus.
Le comité d'organisation avait passé des accords avec environ 2 000 restaurants et points gastronomiques à Cracovie pour que ceux-ci acceptent les tickets en paiement pour des repas. De plus une centaine de points de distribution de nourriture avaient été mis en place dans la ville. Des repas spéciaux étaient également prévus pour les personnes diabétiques, porteuses de la maladie cœliaque, etc.

### Traductions
Tous les documents distribués pendant les JMJ étaient disponibles en de nombreuses langues, impératif dans le cadre de l'accueil de jeunes venant de 187 pays. Les langues officielles de ces JMJ (langues dans lesquelles tout était traduit) étaient le polonais, le français, l'anglais, l'espagnol, l'italien, l'ukrainien, l'allemand, le portugais et le russe. De plus, le tchèque et le slovaque étaient aussi très largement utilisés du fait du nombre important de pèlerins venant de République tchèque et de Slovaquie (dû à la proximité de ces pays avec Cracovie).
De plus, lors des célébrations principales, des traductions instantanées étaient diffusées par radio, à chacune des langues officielles (plus le tchèque et le slovaque) étant associée une fréquence entre 88 et 108 MHz.